# Jan Baptist Lodewyck Maes
Jan Baptist Lodewyck Maes, anche noto con il nome francese Jean-Baptiste Louis Maes (Gand, 1794 – Roma, 1856), è stato un pittore belga.

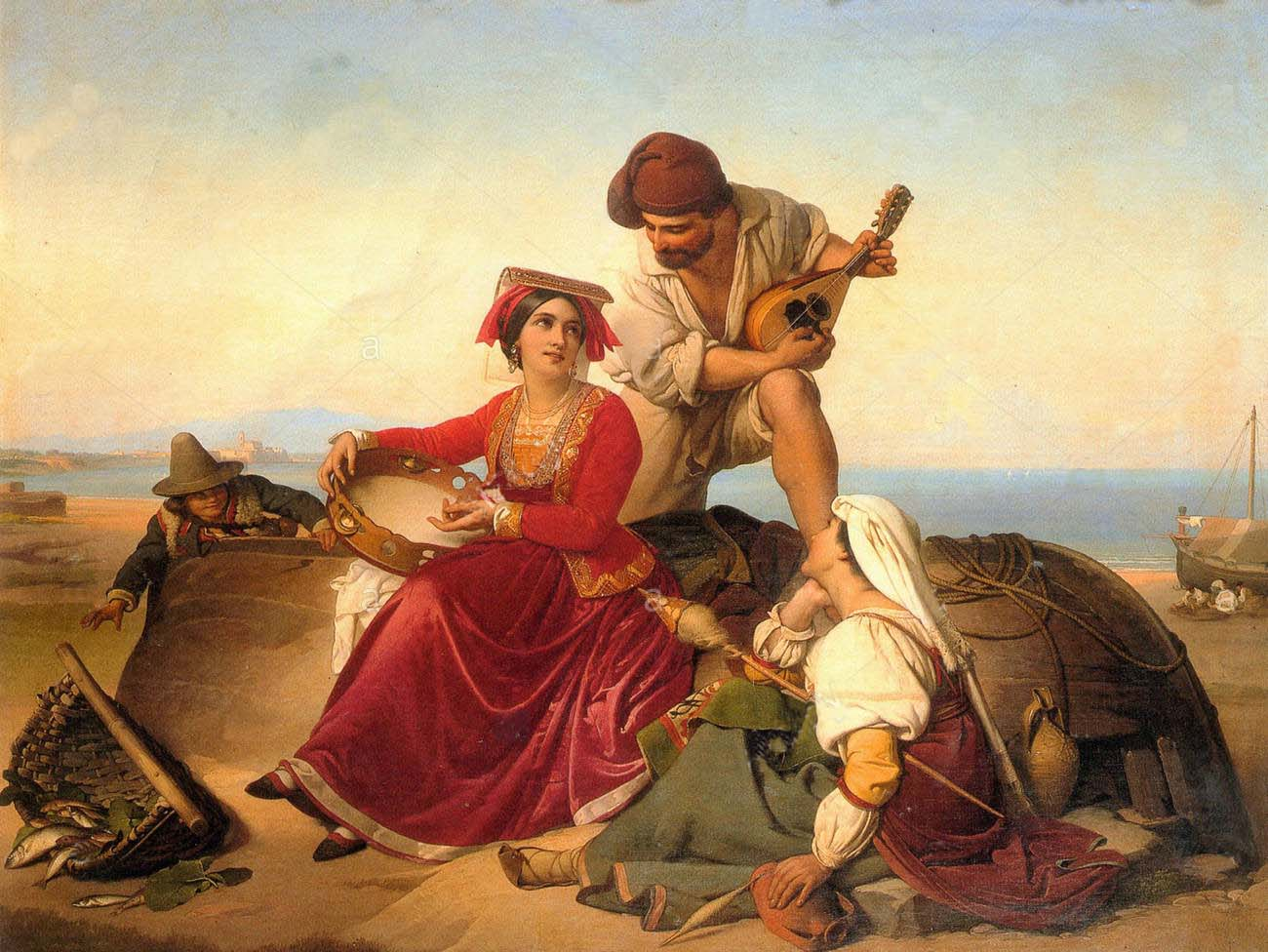
Maes, I musicisti.

Questo pittore fiammingo rappresentò nella sua produzione principalmente soggetti storici o religiosi, personaggi popolari e scene folcloriche.

## Biografia

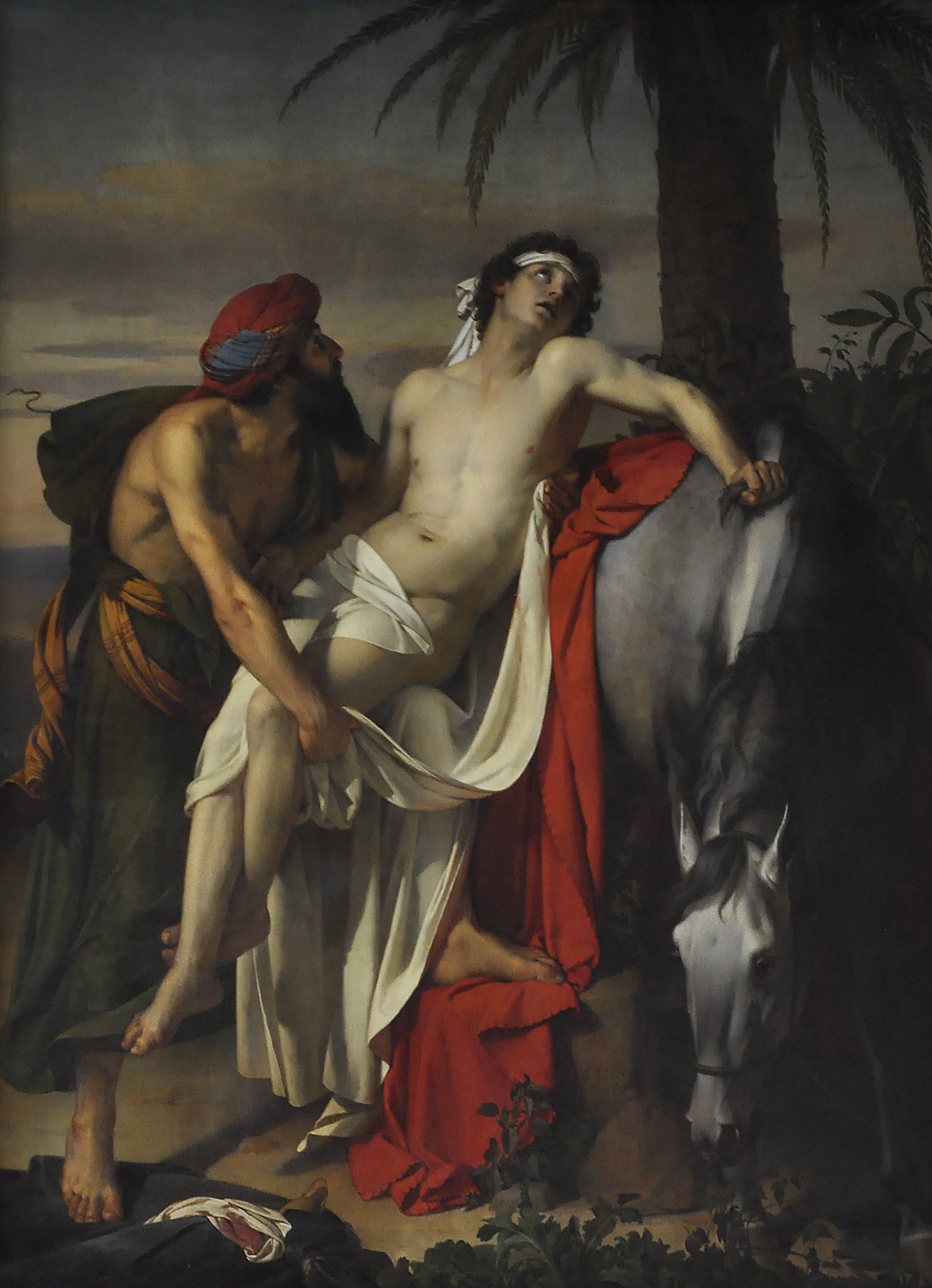
Il buon samaritano

Studiò a Gand presso la locale accademia e, vinta una borsa di studio, si trasferì a Parigi dove proseguì l'attività artistica. Vinse ad Anversa il premio di Roma (Prix de Rome) nel 1821 e quindi emigrò in Italia dove si dedicò alla rappresentazione di soggetti popolari. Nel 1822 si trasferì a Firenze, e poi si stabilì a Roma nel 1827, dove visse fino alla morte. Nello stesso anno si sposò con la figlia dell'incisore italiano Bartolomeo Canini, motivo per il quale viene citato anche con il cognome di quest'ultima (divenendo così "Giovanni Battista Lodovico Maes-Canini"). La coppia ebbe due figli: Jacques-Jean, detto "Giacomo" e Lieven-Antoon. Nei suoi anni romani continuò a mantenere i contatti con la sua città natale, inviando tele come Il buon samaritano oggi ad Amsterdam, e frequentò la chiesa nazionale belga, ossia la chiesa di San Giuliano dei Fiamminghi, presso la quale sarà sepolto.